# 梁琛
梁琛，五胡十六国時代前燕官员。广平郡人。
梁琛原为割据野王自称安国王的呂護的参軍。361年八月，前燕太宰慕容恪攻陷野王，吕护丢下妻儿逃奔到荥阳。梁琛投降前燕，被慕容恪提拔为中书著作郎。他担任給事黄門侍郎。
369年，梁琛与副使苟純出使前秦前往长安。梁琛抵达长安时，前秦天王苻坚正在万年打猎，要把梁琛带到猎场见面。梁琛说：“秦国使者到了燕国，燕国的君臣都穿好朝服，备好礼仪，打扫干净宫庭，然后才见面。如今秦王要在郊野会见我，使臣不敢听命。”前秦尚書郎辛勁对梁琛说：“宾客入国境，只能是客随主便，怎能专断别人的礼仪。况且天子称为乘舆，所到的地方叫行在，哪有固定的居所。春秋有主君在野外会盟遇的礼节，有什么不可以。”梁琛说：“晋室纲纪混乱，神明的赐福归于有道，前秦、前燕二方继承天运，接受神之赐命。桓温猖狂侵略我国，燕国遭受危险，秦国必然孤立，秦王和我国一样对时患感到忧虑，相邀结为友好，互相支援。我们燕国東朝君臣翘首西望，为燕国软弱、给邻国带来忧虑而惭愧。秦国的使臣前来，我们都十分尊敬。强敌既去，二国交往刚刚开始，应该崇尚礼仪，笃行大义使者。如果慢待使臣，就是看不起燕国，难道是修好之義？天子以四海为家，所以天子出行叫乘舆，停留叫行在。如今天下分裂，天光分照二国，怎么能以乘舆、行在作为托辞。根据礼制，事先没有约定、偶然相见称为遇，是顺便行事，所以礼节简略。难道是平时所应该遵奉的吗。使者只身独行，威势低于主人，但若不以礼相待，也不敢从命。”苻坚称赞梁琛有奉命之才，为梁琛设行宫，让百官陪席，然后才请使者来，如同前燕的礼仪。
謁見结束以后，苻坚又为梁琛设私宴，问道：“東朝（前燕）以贤能著称的名臣有誰？”梁琛说：“太傅上庸王慕容评明德，作为王室至親，光大、辅佐皇室。车骑大将军吴王慕容垂，勇武和谋略冠世，秀邁絶倫，内援百揆，抗击敌人抵御外侮。其他諸臣以文才进身，有以武略被用，官吏全都称职，野无遺賢。周文王多士，漢武帝得人，与此相媲美也不为过。”
梁琛从兄梁奕是前秦的尚书郎，苻坚让梁琛住在梁奕的馆舍里。梁琛说：“过去諸葛瑾为吴国出使蜀国，与诸葛亮只在办公事的朝堂上见面，退下朝堂后就没有私人的接触，我对此非常敬慕。如今我出使秦国就把我安置在私人馆舍，这是我所不敢接受的。”苻坚接受了这一请求，为他安排了其他住所。
梁奕多次来到梁琛居住的馆舍，与梁琛共同起居，有时也向他询问前燕的事情。梁琛说：“如今秦、燕二国分据，你我则同时在二国蒙受荣宠。梁琛在燕国，兄长在秦国，心意各在不同的地方。我想说燕国的好处，恐怕不是秦国人想听的。你想让我说燕国的坏处，又不是使臣所应该说的。哥哥还用问我吗？”苻坚听后，大加赞赏，派太子苻宏去邀请梁琛见面。前秦官员想让梁琛对太子行拜礼，暗示说：“邻国的君主，就像自己的君主；邻国的太子，又有什么不同呢。”梁琛说：“天子的儿子被视同于臣下，希望他能由低贱进升到高贵。他尚且不敢以君父的臣下作为臣下，何况是别国的臣下呢。若是真诚的恭敬，则礼尚往来，内心岂能忘记恭敬，只怕屈身降格惹出麻烦。”最终也没有对太子行拜礼。
梁琛在长安被滞留了一个多月，王猛劝苻坚留下梁琛，苻坚没有同意，厚礼送归梁琛。
离开前秦后，梁琛兼程赶路，等到抵达邺城时，吴王慕容垂因与太傅慕容評、可足渾皇太后不和，逃往前秦。梁琛对太傅慕容评进言：“秦国日夜軍事訓練，在陕城以东储备了许多粮食。据我看来，目前的和平不会持久。如今吴王又前去归附，秦国一定会乘虚而入，我国应该及早防备。”慕容評说：“秦国怎么肯接受背叛之臣而败坏我们的和好。”梁琛说：“如今二国分别占据着中原，一直有互相吞并的志向。桓温入侵的时候，秦国前来救援，并不是爱护燕国。而是有自己的打算。如果燕国出现灾祸，他们岂能忘记本来的志向。”慕容評说：“秦主是一个怎样的人？”梁琛说：“明哲善于決断。”慕容评又问王猛如何，梁琛回答：“名不虚传。”慕容評对这些全都不以为然：：“这和我听说的不一样，你是在威胁主君吗？”梁琛又把这些告诉了前燕皇帝慕容暐，慕容暐也没有回应。梁琛又告诉了皇甫真，皇甫真深感忧虑，上疏慕容暐：“苻坚虽不断派使者前来访问，但实际上却怀有窥探我国之心，他不是向往于道德大义，也不是不会忘记平时的和好之约的。因为以前他出兵洛川、使者的相继抵达，我国地形的险易，兵力的虚实，他已经都知道。如今吴王慕容垂又前去归附，作为他的謀主。春秋时楚国的伍員（伍子胥）带领吴国的军队攻入楚国那样的祸患，不能不防。洛阳、太原、壶关，都应该选择将领，增加兵力，以防患于未然。”慕容暐召来太傅慕容评商量，慕容评说，不应该轻举妄动，自我惊扰，以启发秦国的进犯之心。前燕最终没作防备。
370年五月，前秦興兵征伐前燕，慕容暐大惊，召来散騎侍郎李鳳、黄門侍郎梁琛、中書侍郎乐嵩问道：“秦国的兵力到底有多少？如今大军已经出发，秦国能够交战吗？”李鳳说：“秦国国小兵弱，不是王師的对手；王猛是常才，无法与太傅（慕容評）相比，不值得忧虑。”梁琛、乐嵩说：“胜败在于谋略，不在兵力多寡。秦国远道而来进犯，怎么肯不交战呢！再说我们应当用谋略以求胜，怎么能希望他仅仅不交战就行了呢。”慕容暐不高兴。
梁琛出使前秦时，苟纯作为副手。梁琛每逢应酬对答，不事先告诉苟纯，苟纯很忌恨他，他对慕容暐说：“梁琛在长安，与王猛非常亲密友好，我怀疑他有反叛的图谋。”梁琛回国又多次称赞苻坚、王猛，而且说前秦将要起兵，对此应该防备。此后前秦果然讨伐前燕，全都如同梁琛所讲，慕容暐便怀疑梁琛内通前秦。
十月，慕容評在潞川惨败于王猛之手，慕容暐认定梁琛是内奸，将他逮捕下狱。
十一月，邺城陷落，前燕灭亡，苻坚放出梁琛。授职中书著作郎，召见他说：“你过去就上庸王慕容评、吴王慕容垂全都是奇才，为什么不能出谋划策，而让国家灭亡。”梁琛说：“天命的废兴，不是这两个人所能改变的、苻堅。”苻坚说：“你没能洞察燕国危机的征兆而有所作为，还虚称燕国的美善，忠诚不能保全自己，反而招来灾祸，这能是明智吗。”梁琛说：“臣聞征兆，是变化中隐微苗头，是吉凶的事先表现。臣这般愚昧，实在无法洞察。然而作为臣下，没有什么能与忠诚相比，作为儿子，没有什么能与孝顺相比，自己没有一贯之心的人，没有谁能始终保持忠和孝。所以古代烈士，临危不改变初衷，见死不加以逃避，以此来殉身君主、父母。那些了解征兆的人，心知安危，便身择去留，不再顾及宗族国家，我即使知道征兆，尚且不忍心去做，何况了解征兆还是力不能及。”苻坚对这个回答很满意。
十二月，王猛上表请求留下梁琛任主簿，兼记室督，留在邺城。王猛和僚属聚宴，说：“人心不同。过去梁琛到了长安，专门美化自己的朝廷；乐嵩只说桓温的军队强盛；郝晷暗地里说到了国家的弊端。”参军冯诞问王猛应该优先考虑何人。王猛说：“郝晷能洞察隐微的征兆，应该优先。”冯诞说：“然而汉高祖刘邦却奖赏丁公而要诛杀季布。”王猛大笑。